# Differdange (kommun)
Kommunen Differdange (franska: Commune de Differdange, luxemburgiska: Gemeng Déifferdeng, tyska: Gemeinde Differdingen) är en kommun med stadsstatus i kantonen Esch-sur-Alzette i sydvästra Luxemburg. Kommunen har 28 641 invånare (2022), på en yta av 22,18 km². Den utgörs av huvudorten Differdange samt orterna Lasauvage, Niederkorn och Oberkorn.
I kommunen ligger frilufts- och järnvägsmuseet Minettpark Fond-de-Gras.